# Tamon Yamaguchi
Tamon Yamaguchi (山口 多聞 Yamaguchi Tamon?,  17 de agosto de 1892-5 de junio de 1942) fue un contraalmirante japonés de la Armada Imperial Japonesa durante la Segunda Guerra Mundial. Ejerció como comandante de la 2.ª División de Portaaviones cuya insignia estaba en el Hiryū, último portaaviones superviviente de la batalla de Midway.

## Biografía
Nacido en la prefectura de Shimane en Japón, Tamon Yamaguchi ingresó en 1910 en la Academia Naval Imperial Japonesa y se graduó en 1912. En 1918 se graduó como oficial de navegación. 
Fue destinado como oficial adjunto a la embajada del Japón en EE. UU. y estudió desde 1921 a 1923 en la Universidad de Princeton, Nueva Jersey, pero no obtuvo una graduación formal, pues regresó a Japón en 1924 interrumpiendo sus estudios. El mismo año alcanzó el grado de teniente comandante y en 1929 era miembro de la delegación japonesa que participó en la Conferencia Naval de Londres, con rango de comandante.
Como capitán, desde 1934 a 1937, estuvo como agregado naval en la embajada de Japón en Washington D.C. Un año después, en 1938, retornó a Japón para ser nombrado jefe de Estado Mayor de la 5.ª Flota. Un año después, alcanzado el grado de contraalmirante, fue asignado para comandar la 2.ª División de Portaaviones.

### Segunda Guerra Mundial
En 1941, al mando del Hiryū, participó en el ataque a Pearl Harbor el 7 de diciembre de 1941, donde al final de la segunda oleada intentó convencer en vano al vicealmirante Chūichi Nagumo de ordenar un tercer ataque sobre la isla. En esta acción Yamaguchi planteó a Nagumo el envío de una tercera oleada para acabar con las instalaciones en la isla, pero fue ignorado. 
Poco días después de lo acontecido en Pearl Harbor, en el camino de regreso, Nagumo destinó la 2.ª División de Portaaviones de Yamaguchi hacia la batalla de la Isla Wake para ablandar las defensas de la isla de su porfiado contingente que la hostigaba. También participó en la incursión del Océano Índico contribuyendo con la neutralización de las fuerzas inglesas en el área, entre ellas el hundimiento del vetusto portaaviones HMS Hermes.

#### Muerte
El 4 de junio de 1942 participó en la batalla de Midway, donde se demuestra como el más competente de los comandantes de Yamamoto. Ignoró deliberadamente las órdenes de su superior Nagumo del cambio de torpedos por bombas, quedando en esta condición como el único portaaviones sobreviviente capaz de enfrentar a fuerzas de superficie enemigas.

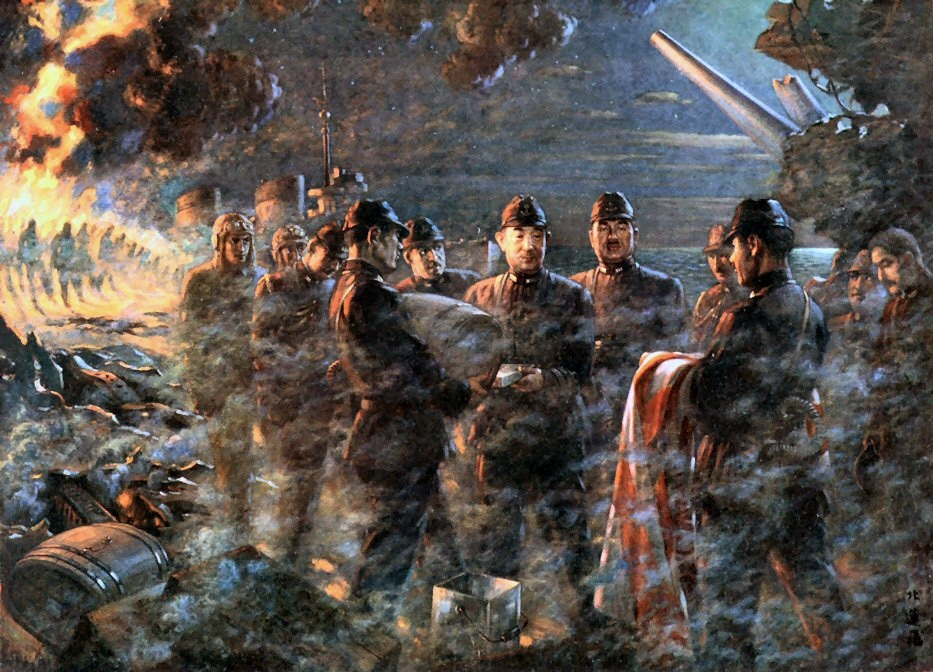
Últimos momentos del contraalmirante Yamaguchi de Renzo Kita.

Ante la destrucción de los tres portaaviones restantes de Chūichi Nagumo por bombarderos en picado estadounidenses, Yamaguchi tomó la iniciativa y salió del área del desastre para intentar revertir los adversos resultados parciales de la batalla. Lanzó dos ataques aéreos contra el mismo Yorktown, aunque en el segundo ataque, Yamaguchi, mal informado por los informes del avión de exploración del crucero Chikuma, cree que un segundo portaaviones es distinto del Yorktown y que ha dañado uno más. 
Mientras preparaba una tercera oleada para rematar el que creía que era un segundo portaaviones estadounidense, es sorprendido por bombarderos en picado Douglas SBD Dauntless procedentes del Enterprise, quienes causan daños fatales al Hiryū desintegrando su cubierta de vuelo hacia proa y diezmando su tripulación. Yamaguchi ordenó a su ayudante Toshio Abe desembarcar el retrato del emperador antes de hundirse con su buque.
No obstante, el Hiryū no se hundió por causa del ataque en sí, su casco estaba indemne y sus máquinas estaban operativas; de hecho, la tripulación de la sala de máquinas compuesta por 35 hombres permaneció después del abandono del buque.  

Por oden de Yamaguchi fue rematado por torpedos de destructores japoneses para evitar su captura, falleciendo Yamaguchi a bordo del Hiryū junto al capitán Tomeo Kaku. Póstumamente fue ascendido a vicealmirante.

## Cultura popular
| Año  | Película                                     | Actor          |
| ---- | -------------------------------------------- | -------------- |
| 1960 | Storm Over the Pacific                       | Toshirō Mifune |
| 1970 | Tora! Tora! Tora!                            | Susumu Fujita  |
| 1976 | La batalla de Midway (Midway)                | John Fujioka   |
| 2011 | Rengō Kantai Shirei Chōkan: Yamamoto Isoroku | Hiroshi Abe    |
| 2016 | Drifters                                     | Yutaka Nakano  |
| 2019 | Midway                                       | Tadanobu Asano |